# 사라치네스코
사라치네스코(이탈리아어: Saracinesco)는 이탈리아 라치오주 로마현에 위치한 코무네다. 로마로부터 북동쪽 40km 거리에 있다.

## 같이 보기
- 치칠리아노
- 노체라인페리오레